# Česká abilympijská asociace
Česká abilympijská asociace je zapsaný spolek, jehož cílem je pomáhat lidem s hendikepem a odstraňovat bariéry mezi světy zdravých a hendikepovaných. Je pořadatelem národní abilympiády, zaměstnavatelem v oblasti sociálního podnikání a věnuje se také poradenské činnosti.

## Historie
Česká abilympijská asociace vznikla v roce 1997 jako občanské sdružení s celostátní působností. Jejím hlavním cílem tehdy byla příprava 5. mezinárodní abilympiády v Praze. Tato celosvětová akce se tehdy poprvé konala v Evropě: předchozími dějišti byly Tokio (1981), Bogota (1985), Hongkong (1991) a Perth (1995). Asociace ji připravovala téměř dva roky a za svou práci se dočkala uznání od Mezinárodní abilympijské federace (International Abilympics Federation – IAF). V Křižíkových pavilónech na Výstavišti Praha se v srpnu 2000 bojovalo o medaile v 36 disciplínách z oblasti řemesel a volnočasových aktivit. Představili se zdravotně postižení lidé z 29 zemí. Nejúspěšnější byli reprezentanti České republiky, kteří získali 26 medailí, druhá skončila Jižní Korea s 18 medailemi a třetí Čína s 15 cennými kovy.[zdroj?] V následujících letech dokázala Česká abilympijská asociace sestavit a vyslat reprezentační tým na mezinárodní abilympiády v Indii (2003), Japonsku (2007), Jižní Koreji (2011) a Francii (2016).
Na začátku druhého tisíciletí zaměřovala Česká abilympijská asociace své služby hlavně na vozíčkáře žijící v regionu Pardubice. Později cílovou skupinu rozšířila na osoby s jakýmkoli zdravotním postižením či sociálním znevýhodněním. Mezi klienty dnes převažují lidé s mentálním postižením a přibývají osoby se sociálním hendikepem.

## Aktivity

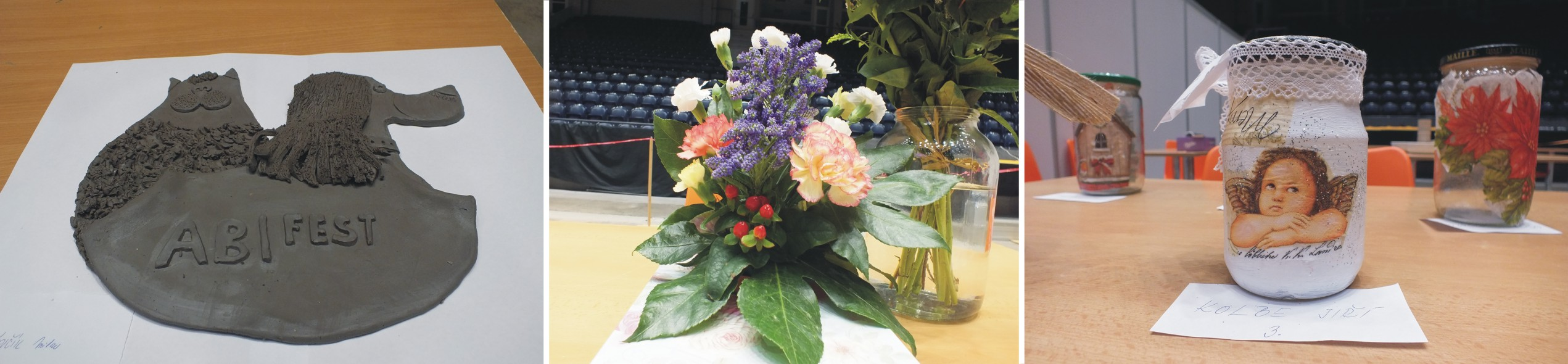
Výtvory soutěžních disciplín abilympiády - keramika, aranžování květin a malba na sklo.

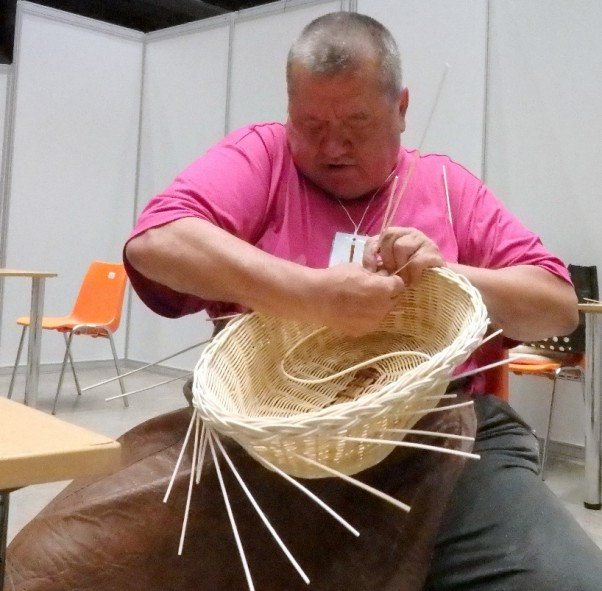
Jednou z abilympijských disciplín je pro osoby se zrakovým postižením košíkářství.

Česká abilympijská asociace každoročně organizuje "festival zážitků a boření bariér" s názvem AbiFest, jehož součástí je národní abilympiáda – soutěž pracovních i volnočasových schopností a dovedností osob se zdravotním postižením. Dále poskytuje sociální služby, sociálně podniká, provozuje poradenská a konzultační střediska bezbariérovosti nebo vzdělává veřejnost prostřednictvím projektu Zážitkový seminář. Od roku 2019 pořádá Česká abilympijská asociace také příměstské tábory pro děti hendikepované i zdravé. V době pandemie koronaviru v roce 2020 se spolek angažoval v pomoci integrovaným složkám.[zdroj?] Z finančních příspěvků dárců zaměstnanci Centra Kosatec připravovali a rozváželi zdarma občerstvení zdravotníkům, hasičům, policistům a pracovníkům sociálních služeb.

### Abilympiáda
Národní abilympidáu asociace pořádá od roku 1992. V některých aspektech se podobá olympiádě. Její název vznikl ze slovního spojení "Olympics of Abilities", tedy "olympiáda dovedností". Abilympiáda v rámci AbiFestu je určena pro dospělé, pro pořádání jednodenní národní abilympiády pro děti a mládež do 18 let Česká abilympijská asociace udělila licenci Jedličkově ústavu v Praze. Dětské disciplíny se jako oficiální soutěže konaly na mezinárodní abilympiádě naposledy v Indii, odkud se jako český nejúspěšnější abilympionik vrátil jedenáctiletý vozíčkář.[zdroj?]

### Zážitkový seminář
Zážitkový seminář je vzdělávací projekt určený pro široké věkové spektrum – od malých dětí až po dospělé. Těm se pomocí jejich vlastního prožitku snaží ukázat skutečný život, pocity a problémy lidí s nejrůznějšími typy tělesného postižení. Součástí semináře jsou také ukázky canisterapie a zooterapie.

## Sociální služby
Asociace poskytuje dvě registrované sociální služby: osobní asistenci a sociální rehabilitaci. Cílem služby osobní asistence je umožňovat i těžce postiženým lidem samostatný život v jejich přirozeném, domácím prostředí, pomáhat jim zvládat každodenní úkony a zachovat životní styl, na který jsou zvyklí. Cílem sociální rehabilitace je, aby si klienti osvojili dovednost navazovat a udržovat společenské kontakty a uměli si najít a udržet vhodné zaměstnání.

## Sociální podnikání

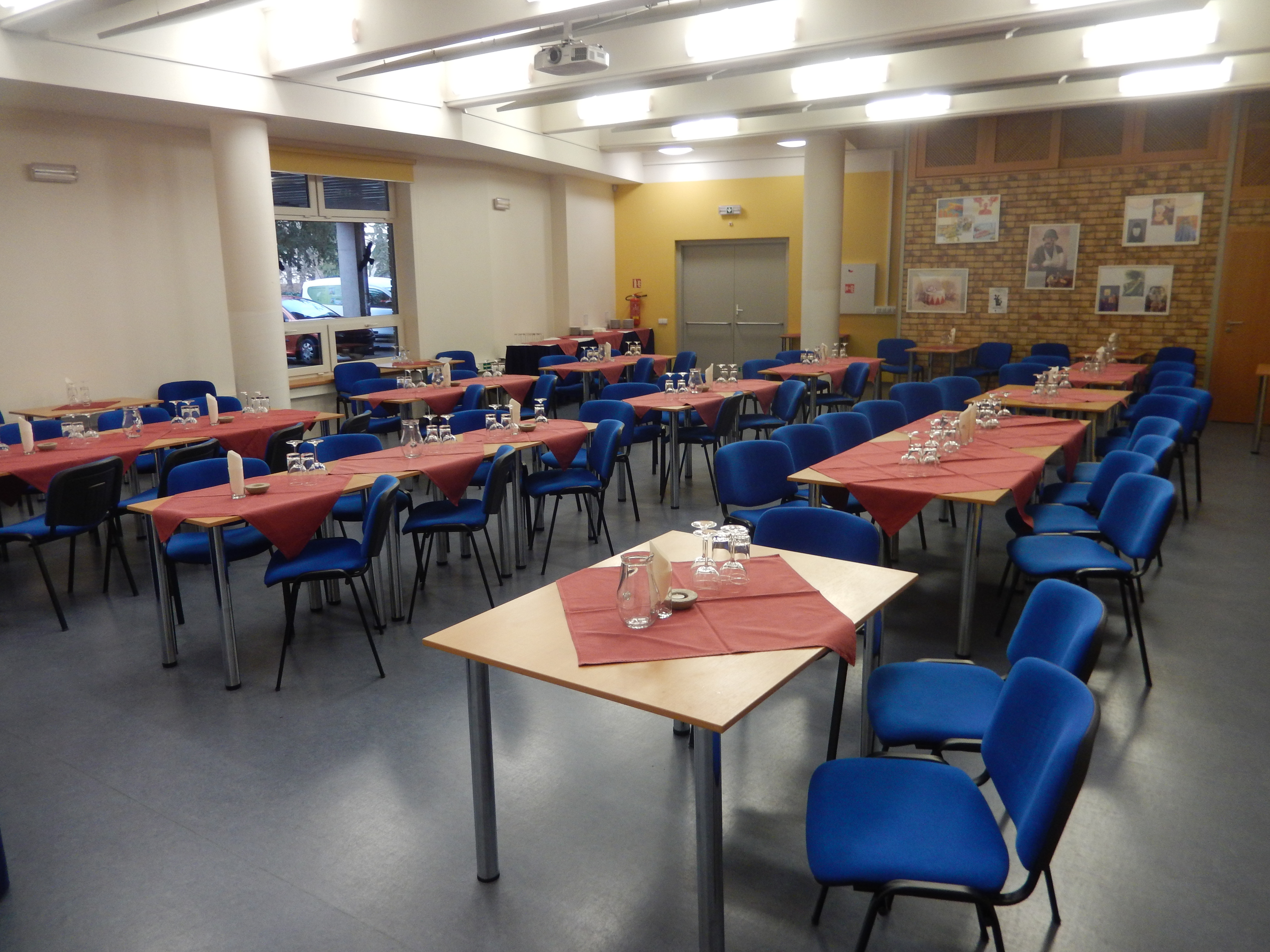
Víceúčelový sál kavárny Kosatec

Více než polovinu zaměstnanců České abilympijské asociace tvoří lidé se zdravotním hendikepem – v současnosti je největším zaměstnavatelem takových lidí v Pardubicích.[zdroj?] Někteří jsou zároveň i členy spolku, jsou zapojeni do jeho strategického plánování a podílejí se na vedení a koordinaci jednotlivých aktivit. Sociální podnikání probíhá především v odvětví gastronomie. Asociace provozuje kavárnu Kosatec, restauraci s kuchyní a pekárnu. Projekt nazvaný eSvačinky je zaměřen na výrobu a distribuci zdravého občerstvení do základních a středních škol i zaměstnaneckých bister. Kavárna je otevřena pro veřejnost a nabízí možnost posezení na venkovní zahrádce. Dále je do sociálního podnikání zapojena také truhlářská dílna.
Kavárna Kosatec je součástí Integračního centra sociálních aktivit Kosatec v Pardubicích. Poskytuje hendikepovaným příležitosti pro získání pracovních dovedností a zkušeností v rámci sociální rehabilitace. Kavárna je kompletně bezbariérová. Součástí kavárny je víceúčelový sál.
Projekt eSvačinky poskytuje cateringového občerstvení jednotlivcům, firmám, školám i státním institucím. Podstatná část produktů z tohoto projektu se prodává ve školních bufetech a firemních bistrech, které Asociace sama provozuje. V nabídce jsou také bezlepkové svačiny (zejména ovocné a zeleninové misky) a produkty, které neobsahují mléko.

## Poradenská a konzultační činnost
Ve snaze podílet se na vytvoření vstřícného prostředí pro všechny zřídila Česká abilympijská asociace Poradenská a konzultační střediska bezbariérovosti. Jejich hlavním posláním je zabránění vzniku nových architektonických/stavebních bariér a postupné odstraňování stávajících pro usnadnění svobodného pohybu především osobám se sníženou mobilitou.

## Sídlo

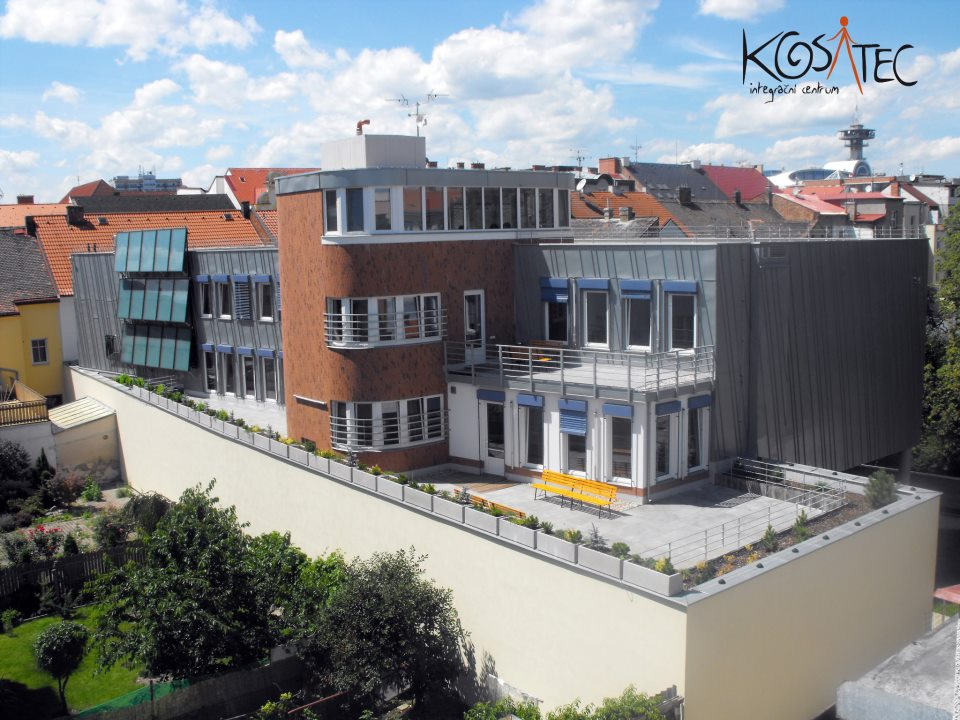
Budova Kosatce v centru Pardubic

Sídlem České abilympijské asociace je Integrační centrum sociálních aktivit Kosatec Pardubice, zkráceně Centrum Kosatec. Stavba byla financována z Regionálního operačního programu regionu soudržnosti Severovýchod a státního rozpočtu České republiky. Začala v únoru roku 2010 a ukončena byla začátkem roku 2011. Slavnostní otevření Centra Kosatec proběhlo 1. září 2011. Jde o kompletně bezbariérovou budovu. Pojmenování dostala kvůli svému kosému půdorysu, nikoli podle názvu květiny. Integrační centrum sociálních aktivit Kosatec Pardubice vyprojektoval architekt Radim Bárta. Tato stavba byla součástí Integrovaného plánu rozvoje města Pardubice s názvem „Přitažlivé město“. Porota soutěže Stavba roku 2011 Pardubického kraje ocenila budovu zvláštním uznáním za celkové architektonické ztvárnění a dispoziční řešení.